# Bee Gees I Started (EP2)

## Közreműködők
- Barry Gibb – ének, gitár
- Maurice Gibb – ének,  gitár, zongora, basszusgitár
- Colin Petersen – dob
- stúdiózenészek
- Vince Melouney – gitár

## A lemez dalai
- I Started a Joke  (Barry, Robin és Maurice Gibb) (1968), mono 3:03 , ének: Robin Gibb
- Kilburn Towers  (Barry, Robin és Maurice Gibb) (1968), mono 2:14, ének: Barry Gibb
- First of May  (Barry, Robin és Maurice Gibb) (1968), mono 2:50, ének: Barry Gibb
- Lamplight  (Barry, Robin és Maurice Gibb) (1968), mono 4:47, ének: Robin Gibb

## Top 10 helyezés a világ országaiban
I Started a Joke: #1.: Ausztrália, Új-Zéland, Kanada #2.: Dél-afrikai Köztársaság #3.: Hollandia #4.: Franciaország, #5.: Chile #6.: Amerika